# Kōfuku-ji (Nagasaki)
Ne pas confondre avec le temple Kōfuku-ji à Nara
Le Tōmeizan Kōfuku-ji (東明山興福寺) est un temple bouddhique Ōbaku zen fondé en 1624 à Nagasaki au Japon. C'est un trésor national japonais.

## Galerie

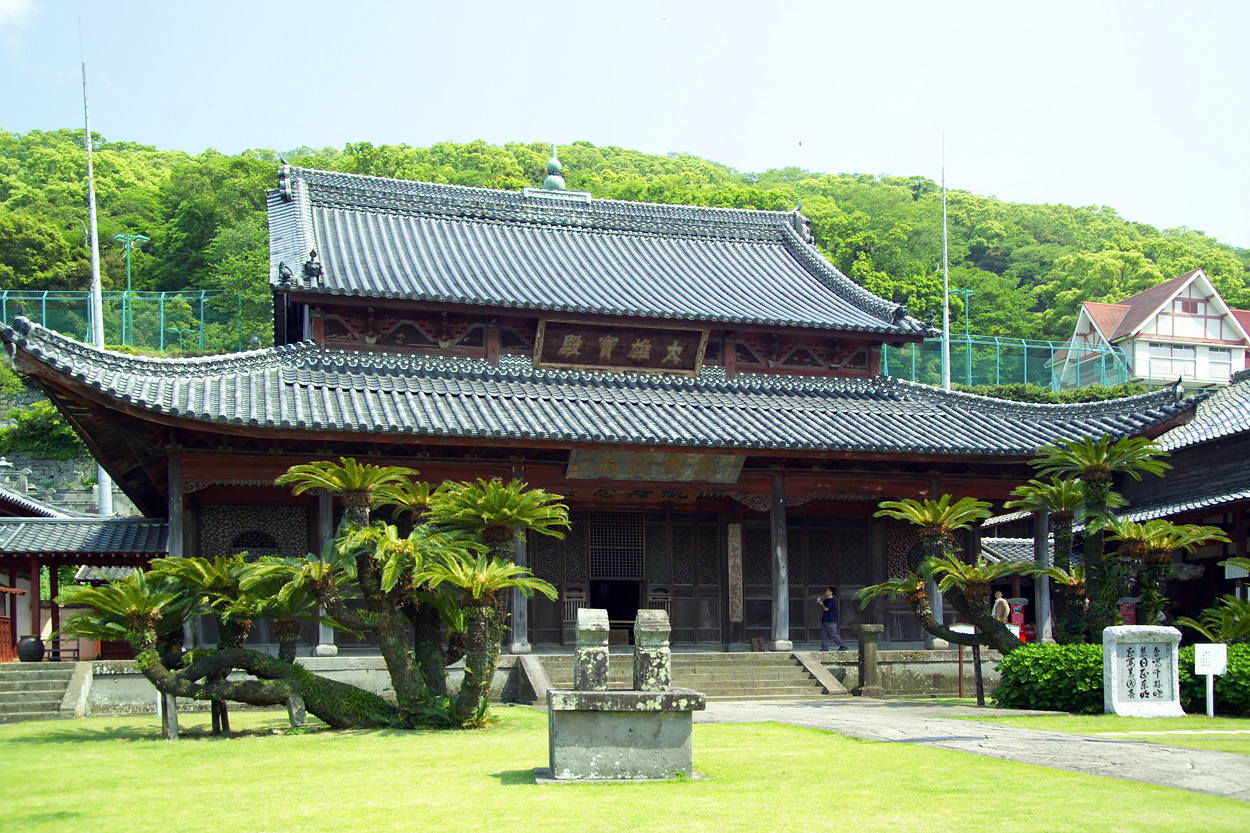
Entrée principale.
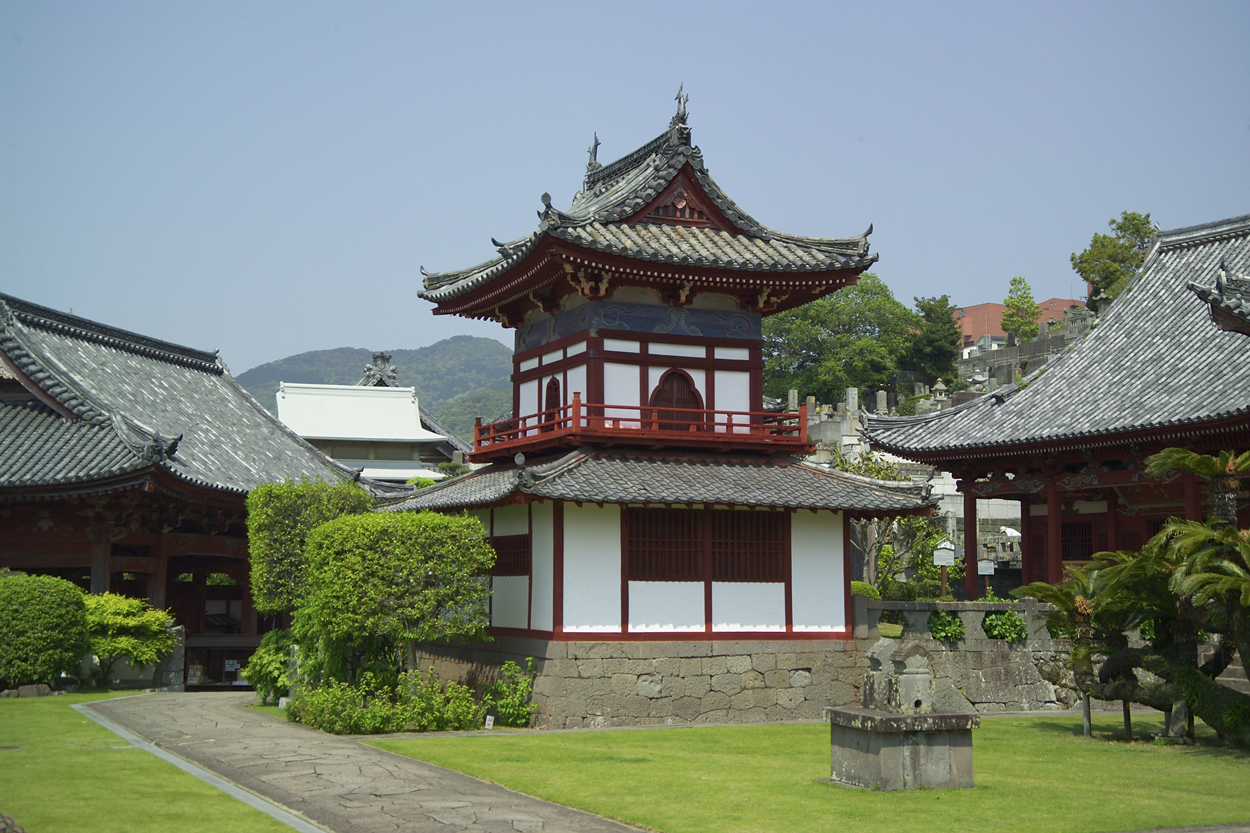
Tour de la cloche et du tambour.